# Cmentarz wojenny w Tarnobrzegu-Ocicach
Cmentarz wojenny w Tarnobrzegu–Ocicach – cmentarz wojenny wojsk austriacko-węgierskich założony w 1915 roku. Znajdują się 82 mogiły żołnierzy poległych na terenie powiatu tarnobrzeskiego. Cmentarz znajduje się w południowo-wschodniej części Tarnobrzega, na terenie osiedla Ocice.
Przed rozpoczęciem eksploatacji złoża w pobliskim Machowie cmentarz znajdował się pośrodku wyrobiska. Szczątki zostały ekshumowane w aktualne miejsce. Groby początkowo były wykonane z kopców ziemi z zatkniętymi brzozowymi krzyżami. 
Staraniem tarnobrzeskich kombatantów i nowodębskiego samorządu cmentarz odremontowano. Mogiły oprawiono w betonowe ramy, na nagrobkach postawiono krzyże, zabezpieczono drewniany krzyż z 1915 roku. Na środku postawiono betonowy krzyż z tablicą. Cmentarz otoczono ogrodzeniem z portalem.

## Galeria

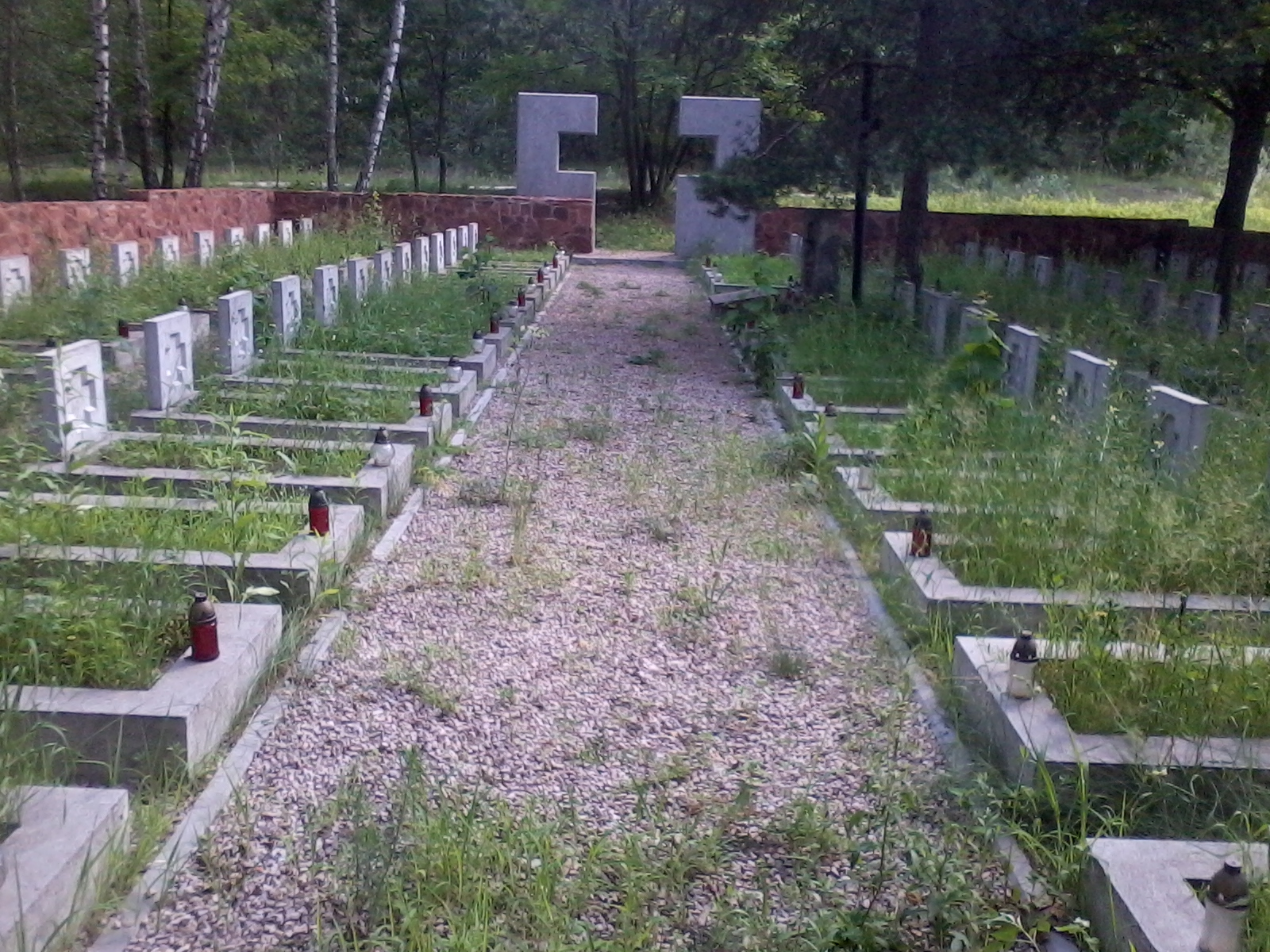
Widok na bramę cmentarza
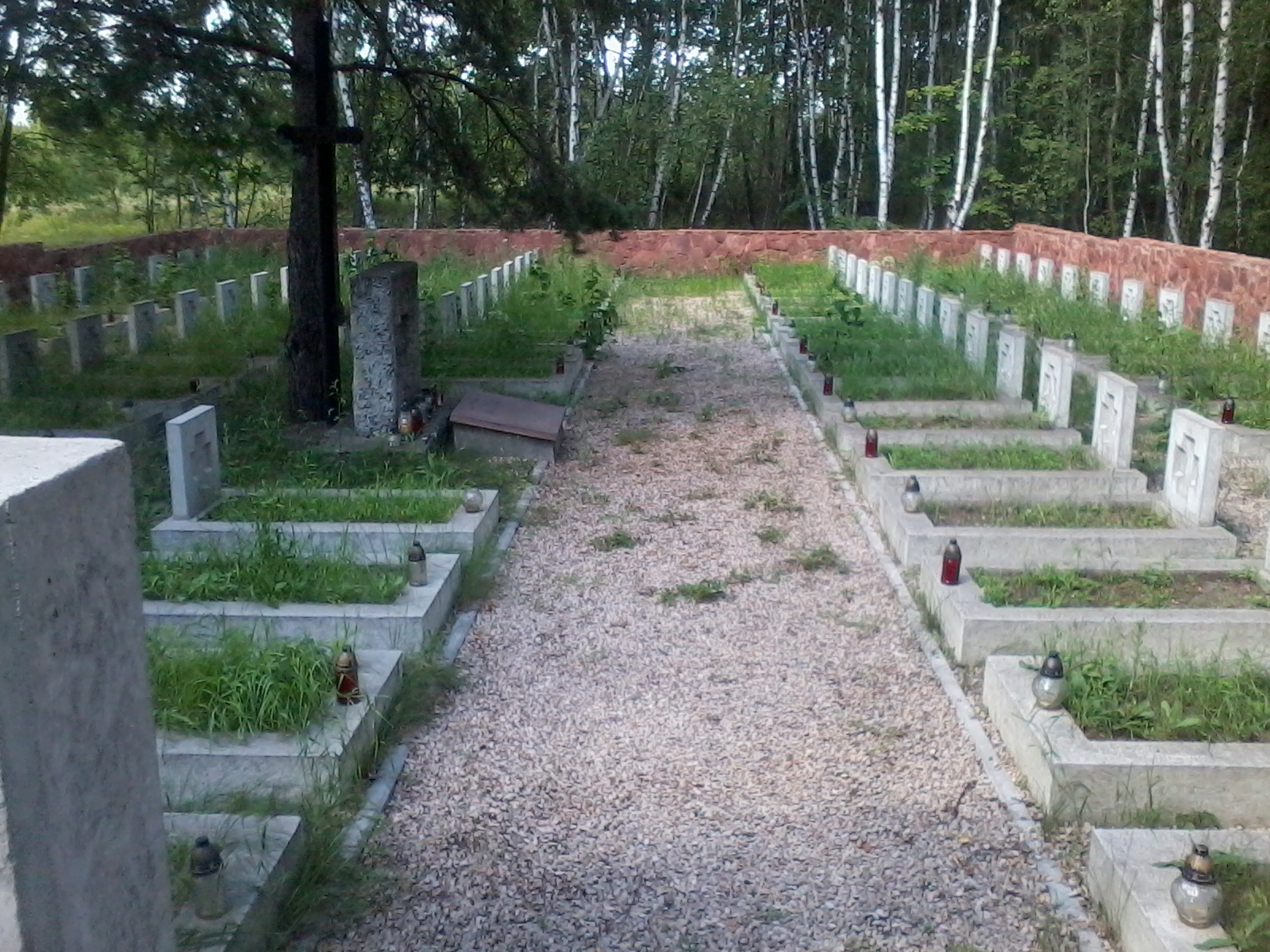
Alejka
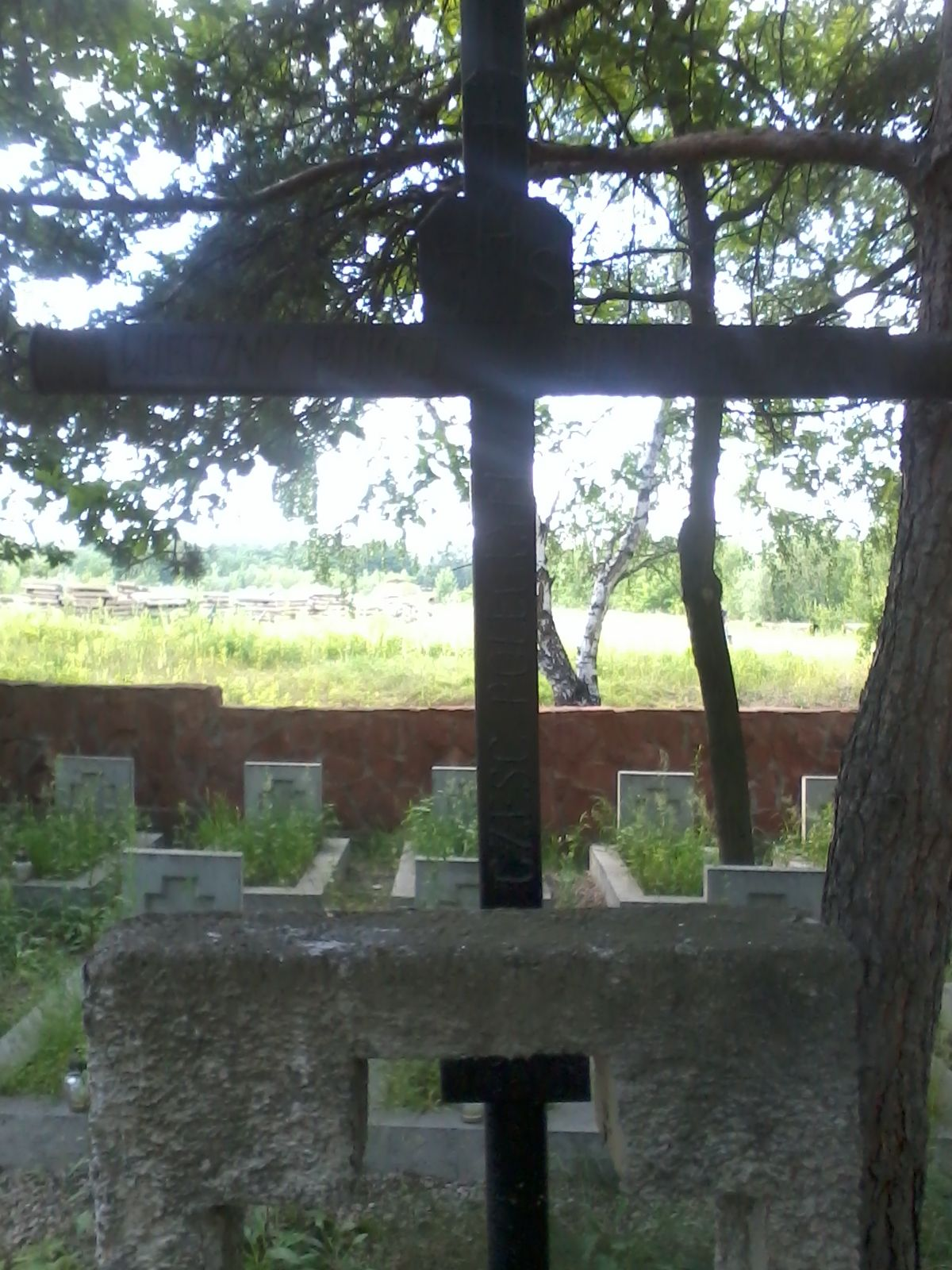
Krzyż na cmentarzu